# Ganz kleine Nachtmusik
Ganz kleine Nachtmusik – serenada na trio smyczkowe autorstwa Wolfganga Amadeusza Mozarta, napisana w połowie lat 60. XVIII wieku, kiedy Mozart był nastolatkiem.

## Budowa
Utwór jest triem smyczkowym napisanym przed pierwszą podróżą Mozarta do Włoch. Według biblioteki w Lipsku składa się z siedmiu mniejszych części, razem trwających około 12 minut.

## Odnalezienie
Podczas kompletowania najnowszej edycji katalogu KV badacze odkryli rękopis wcześniej nieznanego utworu z kolekcji Carla Ferdinanda Beckera w bibliotece w Lipsku. Badacze poinformowali, że utwór został napisany ciemnobrązowym atramentem na białym papierze. Prawdopodobnie nie jest to oryginalny rękopis Mozarta, tylko kopia wykonana około 1780, zachowana przez siostrę Mozarta jako jedna z pamiątek po bracie; serenada mogła również być jej dedykowana.

## Wykonanie
Praca została wykonana po raz pierwszy po jej odkryciu 19 września 2024 roku podczas prezentacji nowego wydania Katalogu Köchel w Salzburgu.
21 września 2024 roku w Operze Lipskiej odbyła się niemiecka premiera dzieła w wykonaniu uczniów Szkoły Muzycznej im. Johanna Sebastiana Bacha.